# Surry River
Surry River är ett vattendrag i Australien. Det ligger i delstaten Victoria, omkring 290 kilometer väster om delstatshuvudstaden Melbourne.
I omgivningarna runt Surry River växer i huvudsak städsegrön lövskog. Genomsnittlig årsnederbörd är 1 016 millimeter. Den regnigaste månaden är juni, med i genomsnitt 164 mm nederbörd, och den torraste är februari, med 28 mm nederbörd.